# Rimini Calcio 1969-1970
Questa voce raccoglie le informazioni riguardanti il Rimini Calcio nelle competizioni ufficiali della stagione 1969-1970.

## Rosa
| N. |                   | Ruolo | Calciatore              |
| -- | ----------------- | ----- | ----------------------- |
|    | Italia (bandiera) | P     | Giancarlo Bellucci      |
|    | Italia (bandiera) | A     | Stelio Bisacchi         |
|    | Italia (bandiera) | A     | Mauro Campana           |
|    | Italia (bandiera) | C     | Giovan Battista Carelli |
|    | Italia (bandiera) | C     | Giovanni Colombini      |
|    | Italia (bandiera) | P     | Roberto Conti           |
|    | Italia (bandiera) | A     | Rosilio Dedè            |
|    | Italia (bandiera) |       | Fabbri                  |
|    | Italia (bandiera) | D     | Franco Franchini        |
|    | Italia (bandiera) | A     | Mario Garri             |

| N. |                   | Ruolo | Calciatore         |
| -- | ----------------- | ----- | ------------------ |
|    | Italia (bandiera) | A     | Angelo Giugno      |
|    | Italia (bandiera) | D     | Severino Josio     |
|    | Italia (bandiera) | C     | Bruno Macchia      |
|    | Italia (bandiera) | C     | Claudio Macciò     |
|    | Italia (bandiera) | C     | Torino Mazzotti    |
|    | Italia (bandiera) | D     | Giulio Natali      |
|    | Italia (bandiera) | D     | Maurizio Portaluri |
|    | Italia (bandiera) | C     | Adriano Quadrelli  |
|    | Italia (bandiera) | D     | Gianfranco Sarti   |
|    | Italia (bandiera) | C     | Gianni Zengarini   |